# Simonka György
Simonka György (Medgyesegyháza, 1974. március 14. –) fideszes magyar országgyűlési képviselő 2010 óta, 2006–2014 között Pusztaottlaka polgármestere. 2022. október 4. óta Pusztaottlaka alpolgármestere. Képviselői mentelmi jogát az országgyűlés felfüggesztette, mivel Európai Uniós és magyar költségvetési forrásokat érintő költségvetési csalás miatt bírósági eljárás indult vele szemben. Az ügyészség nyolc és fél év fegyházbüntetés kiszabását indítványozta az ügyben.

## Tanulmányai, gyermek- és ifjúkora
1993-ban villamossági szerelő és minősített hegesztő szakmát szerzett. 2002-ben középfokú kereskedelmi és mezőgazdasági tanulmányait fejezte be. Külföldi tapasztalatszerző és tanulmányi útjai után üzletember lett.

## Politikusként
2006-ban és 2010-ben a települési önkormányzati választásokon Pusztaottlaka polgármesterévé választották, de 2014-ben már nem lehetett polgármester, mert az új összeférhetetlenségi törvény értelmében nem lehet egyszerre az országgyűlési képviselő és polgármesteri címeket betölteni. 2010-ben országgyűlési képviselő lett a mezőkovácsházi választókerületben (Békés megyei 7. számú választókerület) Karsai József utódjaként, majd a Dél-Békési Kistérség Többcélú Társulása elnöke lett. Ekkoriban a magyar–román határon átnyúló kapcsolatok egyik fő szószólója lett. 2014-ben az orosházi és mezőkovácsházi választókerületek egyesítése után a Békés megyei 4. sz. országgyűlési egyéni választókerület képviselője lett az Országgyűlésben.
2016-tól a Dél-Békés Jövőjéért Szövetség elnöke.
2018-ban jogsértő módon politikai kampányt folytatott Békés megyei óvodákban és iskolákban, amiért a Nemzeti Választási Bizottság megbírságolta.

### Büntetőügyek
A Nemzeti Adó- és Vámhivatal 2016-ban nyomozást indított ellene Európai Uniós és magyar költségvetési forrásokkal kapcsolatos bűncselekmények gyanujával.
2018. október 17-én a Legfőbb Ügyészség indítványozta Simonka képviselői mentelmi jogának felfüggesztését, mivel ellene a nyomozó hatóság bűnszervezetben elkövetett, különösen jelentős vagyoni hátrányt okozó költségvetési csalás bűntette és más bűncselekmények miatt eljárást folytatott. Október 29-i ülésén hozott határozatával  az Országgyűlés felfüggesztette Simonka képviselői mentelmi jogát, így az Ügyészség gyanúsítottként hallgathatja ki.
A 2021 februárjában kezdődött büntetőper keretében Simonkát azzal vádolta meg az ügyészség, hogy társaival olyan Európai Uniótól és a magyar költségvetésből igényelhető forrásokat csaltak el céghálók segítségével, amiket zöldség-gyümölcs termelők igényelhettek volna. A vád szerint 2009 és 2015 között 1,4 milliárd forintnyi közpénz eltulajdonítását követték el. Ezért az ügyészség nyolc és fél év fegyházbüntetést és 850 millió forintnyi vagyonelkobzást javasolt vele szemben, ha elismeri a vádiratban foglaltakat. Ezt Simonka nem tette meg.

## Magánélete
Házas, felesége Simonkáné Gábor Marianna, két gyermek édesapja.